# Martin Marinčin
Martin Marinčin (ur. 18 lutego 1992 w Koszycach) – słowacki hokeista, reprezentant Słowacji, dwukrotny olimpijczyk.

## Kariera
- HC Košice U18 (2006–2008)
- HC Košice U20 (2008–2010)
- HK Orange 20 (2009–2010)
- Prince George Cougars (2010–2012)
- Regina Pats (2011–2012)
- Oklahoma City Barons (2010, 2011-2015)
- Edmonton Oilers (2013-2015)
- Toronto Maple Leafs (2015-2020)
- Toronto Marlies (2017-2021)
- HC Oceláři Trzyniec (2021-)

Wychowanek HC Košice. Grał w drużynach juniorskich klubu. Na początku czerwca 2010 w drafcie do ligi KHL z 2010 został wybrany przez Awtomobilist Jekaterynburg z numerem 5, a pod koniec miesiąca w drafcie do ligi NHL z 2010 został wybrany przez kanadyjski klub Edmonton Oilers, a kilka dni później w drafcie do kanadyjskich rozgrywek juniorskich CHL CHL 2010 wybrany przez klub Prince George Cougars z numerem 1. Wówczas został zawodnikiem tego zespołu i od 2010 występował w jego barwach w kanadyjskiej lidze juniorskiej WHL w ramach CHL. Na początku następnego sezonu 2011/2012 został zawodnikiem innej drużyny WHL, Regina Pats. Od 2010 równolegle występował w amerykańskim zespole Oklahoma City Barons z ligi AHL, od kwietnia 2012 został na stałe jego zawodnikiem. W kwietniu 2011 podpisał trzyletni wstępny kontrakt z Edmonton Oilers. W barwach tej drużyny zadebiutował w lidze NHL 5 grudnia 2013. 25 marca 2015 w swoim 77. meczu w barwach Nafciarzy zdobył pierwszego gola w NHL (na 1:0 w meczu z Colorado Avalanche). Od czerwca 2015 zawodnik Toronto Maple Leafs. Równolegle od 2017 grał w zespole podległym Toronto Marlies z AHL. W czerwcu 2021 został graczem czeskiego klubu HC Oceláři Trzyniec.
Występował w kadrach juniorskich kraju na turniejach mistrzostw świata do lat 18 w 2009, 2010 (w 2010 jako kapitan) oraz mistrzostw świata do lat 20 w 2010, 2011, 2012. Uczestniczył w turniejach zimowych igrzysk olimpijskich 2014, 2022 oraz mistrzostw świata w 2014, 2016, 2019.

## Sukcesy
Reprezentacyjne
- Brązowy medal zimowych igrzysk olimpijskich: 2022

Klubowe
- Półfinał play-off AHL: 2013 z Oklahoma City Barons

Indywidualne
- Mistrzostwa Świata w Hokeju na Lodzie 2016/Elita: jeden z trzech najlepszych zawodników reprezentacji w turnieju[9]